# 武陵酒
武陵酒是湖南常德所产的大曲酱香型白酒。原湖南常德酒厂1952年成立时本来生产小曲酒，1958年试制转产大曲酒德山大曲，但为浓香型白酒。 大跃进至文化大革命期间为扩大茅台生产而推行茅台异地生产时，因应文革时当地朝圣游客剧增，但湖南本省每年只有半吨作为接待专供的茅台酒的配额，而供不应求之缘故，酒厂因纬度和自然环境与茅台镇相似，而奉命承担研制任务，由茅台酒厂技术副厂长季克良协助。1973年研发成功，命名为武陵酒；但因文革动乱，一直不能大规模投产。改革开放后，常德市府将酒厂武陵酒生产车间分出，于1981年另立“常德武陵酒厂”单独酿制武陵酒。1988年在第五届全国评酒会上被评为国家名酒，并获金质奖。但于1995年后因酒厂母公司破产而近停产，几经重组后于2007年复产；2018年酒厂被衡水老白干收购而成其旗下一个品牌。